# Acmaeodera aguanyoro
Acmaeodera aguanyoro – gatunek chrząszcza z rodziny bogatkowatych i podrodziny Polycestinae.
Gatunek ten został opisany w 1987 przez Gary'ego V. Manleya.
Ciało długości 7 mm i szerokości 2,1 mm, wąsko wydłużone, z przodu zaokrąglone, za środkiem zwężone, prawie walcowate, z wierzchu lekko wypukłe. Ubarwienie ciała czarne z ciemnobrązowawym połyskiem oraz podłużną żółtą smugą i dwoma żółtymi znakami na każdej z pokryw. Grzbietowa strona ciała porośnięta jest wzniesionymi, szpatułkowatymi szczecinami, które na przedpleczu i pokrywach są białe, raczej krótkie i grube. Przestrzenie między punktami na przedpleczu ziarenkowane. Boki pierwszych trzech sternitów odwłoka wyposażone w szpatułkowate szczeciny, które na dwóch pierwszych sternitach są prawie tak szerokie jak długie.
Bogatkowaty ten znany jest wyłącznie z Hondurasu, gdzie spotykany był na kwiatach opuncji.